# Аджи-Тархан
Аджи́-Тарха́н (укр. Аджи-Тархан, крымскотат. Acı Tarhan, Аджы Тархан) — исчезнувшее село в Сакском районе Республики Крым, располагавшееся на северо-западе района, в степной зоне Крыма. Находился на старом проезжем тракте из Гёзлева в Ак-Мечеть, сейчас автодорога 35К-013 Черноморское — Евпатория (по украинской классификации Т-01-08), сейчас фактически — северо-восточная окраина современного села Колоски.

## История
Первое документальное упоминание села встречается в Камеральном Описании Крыма… 1784 года, судя по которому, в последний период Крымского ханства Гаджи Дарганд входил в Козловский кадылык Козловского каймаканства.После присоединения Крыма к России (8) 19 апреля 1783 года, (8) 19 февраля 1784 года, именным указом Екатерины II сенату, на территории бывшего Крымского Ханства была образована Таврическая область и деревня была приписана к Евпаторийскому уезду. После Павловских реформ, с 1796 по 1802 год, входила в Акмечетский уезд Новороссийской губернии. По новому административному делению, после создания 8 (20) октября 1802 года Таврической губернии, Аджи-Тархан был включён в состав Кудайгульской волости Евпаторийского уезда.
По Ведомости о волостях и селениях, в Евпаторийском уезде с показанием числа дворов и душ… от 19 апреля 1806 года в деревне Аджи-Тархан числилось 7 дворов, 76 крымских татар и 1 ясыр. На военно-топографической карте енерал-майора Мухина 1817 года деревня Аштархан обозначена с 11 дворами. После реформы волостного деления 1829 года Аджи-Тархан, согласно «Ведомости о казённых волостях Таврической губернии 1829 года» остался в составе Кудайгульской волости. На карте 1836 года в деревне 6 дворов, а на карте 1842 года Гаджи Тархан обозначен условным знаком «малая деревня», то есть, менее 5 дворов.
Видимо, вскоре Аджи-Тархан опустел окончательно и, хотя, после земской реформы Александра II 1860-х годов, деревню приписали к Чотайской волости ни в «Списке населённых мест Таврической губернии по сведениям 1864 года», ни в списках опустевших после Крымской войны 1853—1856 годов, кроме работы профессора А. Н. Козловского 1867 года «Сведения о количестве и качестве воды в селениях, деревнях и колониях Таврической губернии, собраны для приведения в известность местностей, крайне нуждающихся в мелкой пресной воде, и составления за тем систематического плана обводнения оных», согласно которой вода в колодцах деревни Кобач Чотайской волости была «хорошая, пресная», а глубина колодцев достигала 20—25 саженей (42—53 м) он не значится. Лишь на карте Шуберта 1865—1876 года в деревне Гаджи-Тархан обозначено 4 двора. По «Памятной книге Таврической губернии 1889 года», по результатам Х ревизии 1887 года, в Аджи-Тархане числилось 8 дворов и 49 жителей, а в «…Памятной книжке Таврической губернии на 1892 год» деревня вновь не значится.
Земская реформа 1890-х годов в Евпаторийском уезде прошла после 1892 года, в результате Аджи-Тархан отнесли Донузлавской волости. По «…Памятной книжке Таврической губернии на 1900 год» в деревне числилось 89 жителей в 1 домохозяйстве. В Статистическом справочнике Таврической губернии 1915 года Аджи-Тархан не записан.
Аджи-Тархан обозначен на карте Крымского статистического управления 1922 года, как село с менее чем 10 дворами, в последний раз встречается на километровой карте Генштаба Красной армии 1941 года.